# Hanówka
Hanówka (ukr. Ганівка) – wieś na Ukrainie w rejonie czerwonogrodzkim obwodu lwowskiego.